# Ciborelang
Ciborelang is een bestuurslaag in het regentschap Majalengka van de provincie West-Java, Indonesië. Ciborelang telt 9531 inwoners (volkstelling 2010).